# Стриганов, Сергей Романович
Серге́й Рома́нович Стрига́нов (1916 — 1985) — советский дипломат. Чрезвычайный и полномочный посол.

## Биография
Член ВКП(б). Окончил Московский государственный педагогический институт в 1939 году.
- В 1939—1941 годах — сотрудник центрального аппарата НКИД СССР.
- В 1941 году — сотрудник посольства СССР в Германии.
- В 1941—1943 годах — сотрудник посольства СССР в Иране.
- В 1943—1946 годах — сотрудник центрального аппарата НКИД СССР.
- В 1946—1949 годах — первый секретарь посольства СССР в США.
- В 1949—1955 годах — сотрудник центрального аппарата МИД СССР.
- В 1955—1958 годах — советник посольства СССР в США.
- В 1958—1960 годах — заместитель заведующего Отделом стран Америки МИД СССР.
- С 14 декабря 1960 по 19 декабря 1964 года — чрезвычайный и полномочный посланник СССР в Уругвае[1].
- С 19 декабря 1964 по 3 августа 1965 года — чрезвычайный и полномочный посол СССР в Уругвае[1].
- В 1965—1978 годах — на ответственной работе в центральном аппарате МИД СССР.
- С 27 сентября 1978 по 17 июня 1983 года — чрезвычайный и полномочный посол СССР в Аргентине[2].

## Награды
- орден Трудового Красного Знамени (5 ноября 1945; 22 октября 1971[3])
- орден Красной Звезды (3 ноября 1944)
- орден «Знак Почёта» (20 мая 1981)